# 리퓨즈드
리퓨즈드(Refused)는 스웨덴의 하드코어 펑크 밴드이다.